# Guadalupe las Canoas
Guadalupe las Canoas är en ort i Mexiko.   Den ligger i kommunen Las Rosas och delstaten Chiapas, i den sydöstra delen av landet, 800 km öster om huvudstaden Mexico City. Guadalupe las Canoas ligger 2 088 meter över havet och antalet invånare är 104.
Terrängen runt Guadalupe las Canoas är bergig. Runt Guadalupe las Canoas är det ganska tätbefolkat, med 67 invånare per kvadratkilometer. Närmaste större samhälle är Teopisca, 19,2 km nordväst om Guadalupe las Canoas. Omgivningarna runt Guadalupe las Canoas är en mosaik av jordbruksmark och naturlig växtlighet.